# 东方大港

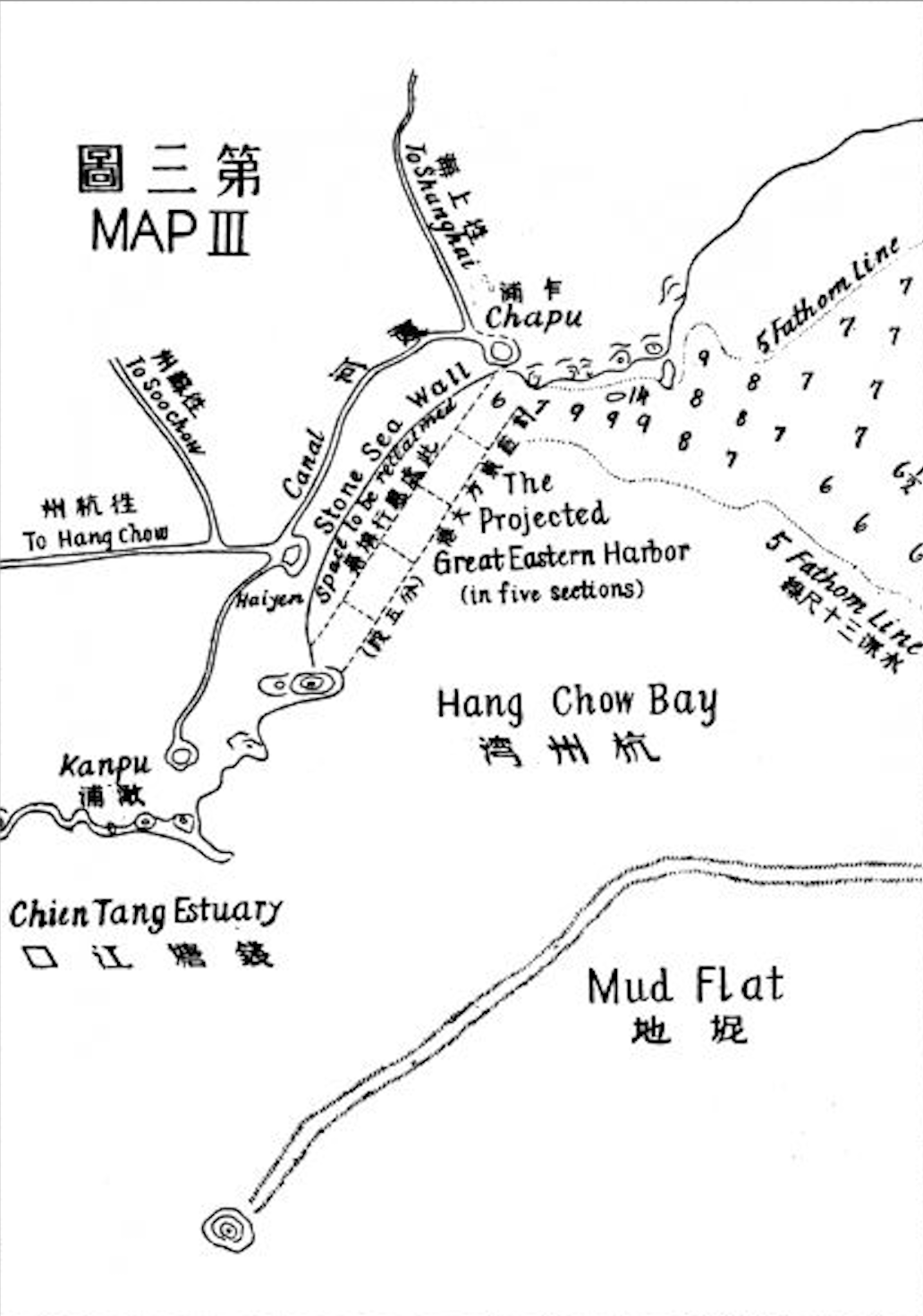
东方大港计划-乍浦

东方大港（英語：Great Eastern Harbor）是孙中山在其《建国方略》中构想的一个港口计划，旨在通过建设或改良港口设施，促进中国的交通发展和经济增长。该计划包括两个方案：
1. 新建港口之方案：这一方案考虑在浙江乍浦建设一座新的深水港。乍浦位于杭州湾北岸，港口水深宽广，没有泥沙淤积的问题。孙中山计划在乍浦附近的两座山之间修筑海堤，形成一个深水港口，以促进交通和商贸。此方案的优点在于乍浦港口自然条件良好，且周边地价低廉，通过国家控制土地开发，可以在港口建成后从土地升值中获利。
2. 改良上海港之方案：鉴于建设新港口的高昂成本和长时间周期，孙中山还提出了一个替代方案，即改良上海黄浦江航道，将上海建设成为东方大港。这包括开辟新的水道以及改善现有的航道，以减少河道的曲折，并通过开发周围土地来筹集建设资金。

这两个方案在中华民国大陆时期均未得到实施。改革开放以来，有多个地点声称自己是“东方大港”的理想选址，包括连云港、上海洋山港、宁波舟山港等。

## 背景
上海港是当时中国最大的商港，位于长江入海口，但却面临着泥沙淤积的困境，每年长江裹挟大量泥沙填充入海口，导致上海航路迅速淤塞。到20世纪初，大型货船已经很难在上海的黄浦江上通航，为此成立浚浦局以确保黄浦江航道之安全、通畅。但由于当时的技术水平限制，难以彻底解决泥沙淤积之问题。1916年秋，孙中山乘坐军舰到舟山、海宁一带考察港口选址。1918年，第一次护法运动失败后，孙中山蛰居上海，写成《孙文学说》和《实业计划》，这两本书与1917年写的《民权初步》，合称为《建国方略》。其中《实业计划》中，孙中山以交通发展为重点，规划了北方大港、东方大港、南方大港等三座港口。

## 计划

### 乍浦
孙中山的首要设想是在浙江乍浦建设深水港。乍浦位于杭州湾北岸，自古以来便是商港，港深水阔，无泥沙淤积之害。具体而言，该港口位于乍浦镇九龙山与澉浦镇杨柳山之间的海湾内，孙中山计划在九龙山与杨柳山之间逐步修筑三段海堤，每段三英里，宽一英里，在里乍浦附近设置海港入口。如此一来，当地水深即便在低潮期也足以令当时最大的船舶通航。因为乍浦的地价低廉，孙中山认为可以通过政府控制周边土地，待港口落成后，政府可以从土地之升值中获益。

### 上海

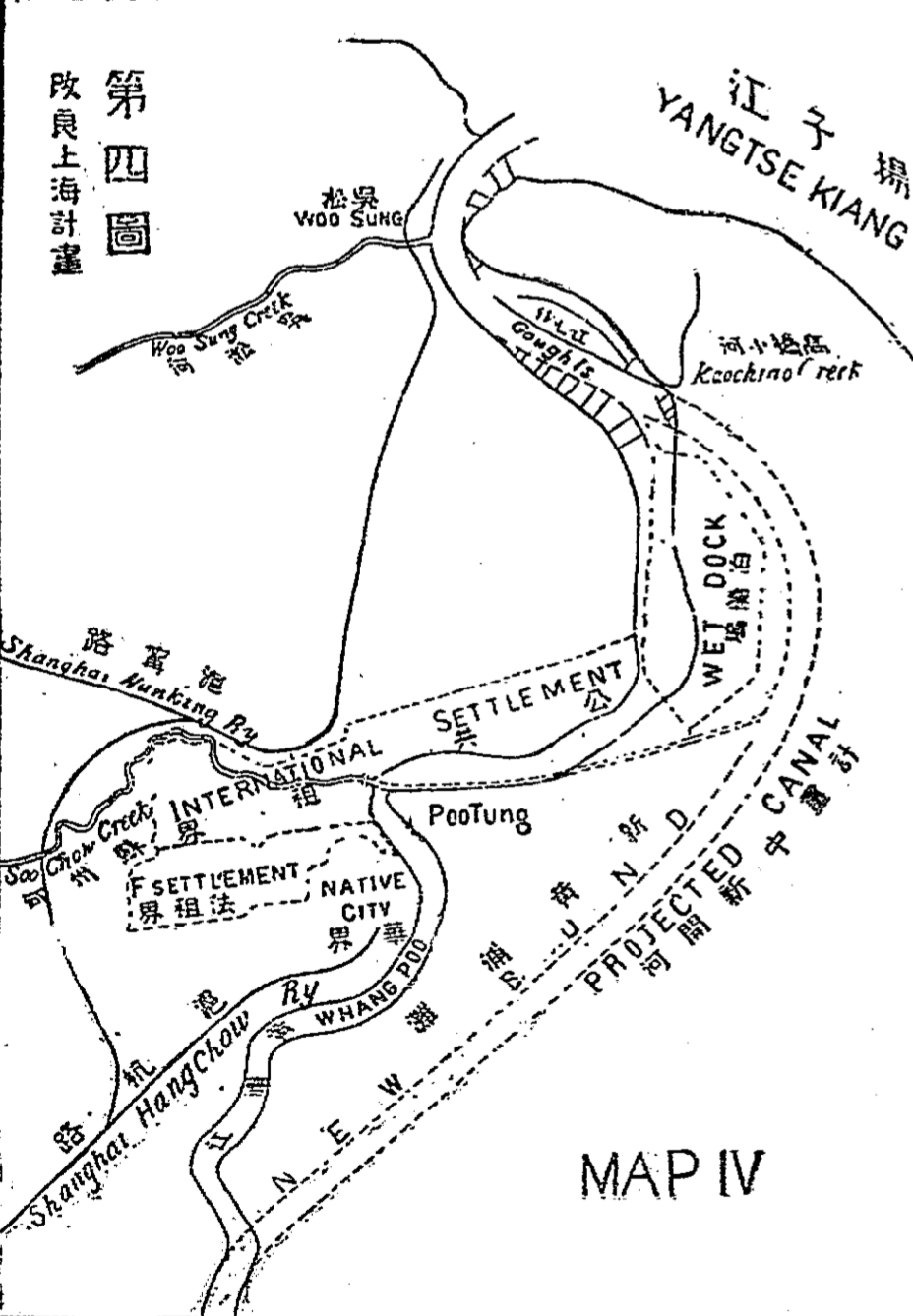
东方大港计划-上海

但考虑到建设新的港口耗资巨大，用时颇长，故而提出改良上海港之替代方案。根据孙中山的计划，如果要把上海建成东方大港，将会需要演唱浚浦局已经开辟的水道，在黄浦江右岸开辟新的水道贯通浦东，并汇流入杨树浦一带的原有河道，以期减少河道之曲折。如此以来，政府可以圈入新河道周围三十英里土地，作为新的市中心，开辟新的黄埔滩，还可以将原先的黄浦江填平并收为国有，允许国际开发商用来建设新的道路与商业区。新的港口设施则设置在新河道转弯最急处。为筹措建设所需要的资金，孙中山希望通过引进外资，并利用地价上涨带来的收益来筹措。

## 影响
1927年7月，蒋介石在上海特别市成立大会上表示，上海之建设应当按照孙中山《建国方略》之规划逐步完成。1929年春，国民政府建设委员会前往乍浦、海盐一代进行水文地质之勘探，但最终无果而终。两项计划均被认为会影响上海租界之利益，最终也并未得到实施。
但后世纷纷自称为“东方大港”之选址，如连云港，石臼所，上海港外加新开辟的金山与独山港港区，舟山群岛，大鹏湾，亦或是上海港、南通港、张家港港、宁波港之联合等。
1992年5月，中华人民共和国总理李鹏参观考察宁波北仑深水港时，为宁波港务局题字“东方大港”，为宁波市政府题字“洋洋东方大港，改革开放前哨”，引发争议。
2006年4月，国民党主席连战在参观上海洋山港时，称赞当地政府完成了孙中山建设“东方大港”的遗愿。连战之后，马英九、柯文哲等台湾政治人物纷纷造访参观洋山港，台湾媒体报道时也将洋山港描述为东方大港。